# まく子
『まく子』（まくこ）は、西加奈子による日本の児童文学。2016年に福音館書店より刊行された。2019年に映画化された。

## 概要
2015年に『サラバ!』で第152回直木三十五賞を受賞した西加奈子が『サラバ!』以前から書き温め、2016年に発表した作品である。装画と挿絵も西の自筆である。版元が児童向けの出版物を扱う福音館書店ということもあり最初は子ども向けに「成長」や「死」について書こうとしていた作品だったが、『サラバ!』を書きあげた後に自分が疑問に思っていることを素直に書こうと考えを改め、大人も含めた作品に仕上がった。

## あらすじ
みんなが顔見知りの小さな温泉街に住む小学5年生の慧は、大人になりたくないという気持ちを抱えながら最近自分の体の変化を感じていた。慧はあるとき、美人な転校生のコズエと出会う。みんなが幼馴染のクラスの子どもたちからはコズエは一目置かれる存在だったが、彼女はとても変わった女の子で何でもまくことが大好き。小銭や砂利、ホースの水、なんでもまき散らした。慧は大人っぽいコズエを意識し最初は距離を置いていたが、そんな彼女に徐々に惹かれていき会話をするようになる。そしてあるとき彼女は慧にとても不思議な秘密を打ち明ける。そこから慧は少しずつ大人に近づいていくのだった。

## 書籍情報
- 福音館書店 ISBN 978-4-8340-8238-8（2016年2月25日）
- 福音館文庫 ISBN 978-4-8340-8443-6（2019年2月15日）

## 映画
2019年公開。監督は鶴岡慧子、14歳の山﨑光が映画初主演を務める。
群馬県の四万温泉を中心に撮影され物語の舞台ともなっている。

### キャスト
- 南雲慧（ぼく・サトシ）：山﨑光
- コズエ：新音
- 南雲明美：須藤理彩
- 南雲光一：草彅剛
- コズエのオカアサン：つみきみほ
- ドノ：村上純（しずる）
- 慧の担任・小菅：橋本淳
- 類：内川蓮生
- キミエ：根岸季衣
- 校長：小倉久寛
- 若木ソラ：藤澤遥
- 若木ソラのお母さん：重村真智子

### スタッフ
- 原作：西加奈子『まく子』（福音館書店刊）
- 監督・脚本：鶴岡慧子
- 音楽：中野弘基
- 主題歌：高橋優「若気の至り」（ワーナーミュージック・ジャパン / unBORDE）
- 製作：畠中達郎、新井重人、飯田雅裕、板東浩二
- エグゼクティブプロデューサー：千葉伸大、福家康孝
- プロデューサー：依田剛大、久保美夏、高橋信一、赤城聡、久保田傑
- 撮影：下川龍一
- 照明：明星知
- 録音：髙田伸也
- 美術：徐賢先
- 装飾：斉藤暁生
- 編集：普嶋信一
- スクリプター：押田智子
- 衣装：田口慧
- ヘアメイク：有路涼子、永嶋麻子（草彅剛）
- VFXプロデューサー：赤羽智史
- 砂絵アニメーション：佐藤美代
- 音響効果：勝亦さくら
- 助監督：関谷崇
- 制作担当：大川哲史
- 協力プロデューサー：佐藤美由紀
- ロケーション協力：四万温泉協会
- 配給・宣伝：日活
- 宣伝協力：マジックアワー
- 制作プロダクション：オフィス・シロウズ
- 企画・制作プロダクション：フラミンゴ
- 製作幹事：アミューズ、日活
- 製作：「まく子」製作委員会（アミューズ、日活、朝日新聞社、ひかりTV）